# ناحیه هندی، میشیگان
ناحیه هَندی (به انگلیسی: Handy Township) یک منطقهٔ مسکونی در ایالات متحده آمریکا است که در شهرستان لیوینگستون، میشیگان واقع شده‌است.
 ناحیه دستی ۸۹٫۳۷ کیلومتر مربع مساحت و ۸٬۰۰۶ نفر جمعیت دارد و ۲۷۶ متر بالاتر از سطح دریا واقع شده‌است.